# Доннеллі (Айдахо)
Доннеллі (англ. Donnelly) — місто в сільському окрузі Веллі, штат Айдахо, США. Згідно з переписом 2010 року населення становило 152 особи.

## Географія
Доннеллі розташоване за координатами 44°44′1″ пн. ш. 116°5′14″ зх. д. / 44.73361° пн. ш. 116.08722° зх. д. (44.733655, -116.087298). За даними Бюро перепису населення США в 2010 році місто мало площу 1,17 км², уся площа — суходіл. В 2017 році площа становила 1,89 км², з яких 1,88 км² — суходіл та 0,01 км² — водойми.
Доннеллі лежить у долині Лонг на північно-східному узбережжі водосховища Лейк-Каскейд, між двома головними містами округу: Макколл (за 21 км на північ) і Каскейд (за 26 км на південь), з якими сполучається 55-ю магістраллю штату Айдахо. По другий бік від водосховища, на південному сході, розташований курорт Тамараск.

## Демографія

### Перепис 2010 року
За даними перепису 2010 року, у місті проживало 152 особи в 60 домогосподарствах у складі 37 родин. Густота населення становила 130,4 ос./км². Було 100 помешкань, середня густота яких становила 85,8/км². Расовий склад міста: 94,7% білих, 0,7% афроамериканців, 1,3% індіанців, 1,3% інших рас, а також 2,0% людей, які зараховують себе до двох або більше рас. Іспанці та латиноамериканці незалежно від раси становили 3,3% населення.
Із 60 домогосподарств 41,7% мали дітей віком до 18 років, які жили з батьками; 43,3% були подружжями, які жили разом; 13,3% мали господиню без чоловіка; 5,0% мали господаря без дружини і 38,3% не були родинами. 35,0% домогосподарств складалися з однієї особи, у тому числі 10% віком 65 і більше років. У середньому на домогосподарство припадало 2,53 мешканця, а середній розмір родини становив 3,22 особи.
Середній вік жителів міста становив 32,5 року. Із них 30,9% були віком до 18 років; 8,5% — від 18 до 24; 29% від 25 до 44; 23% від 45 до 64 і 8,6% — 65 років або старші. Статевий склад населення: 51,3% — чоловіки і 48,7% — жінки.
Середній дохід на одне домашнє господарство  становив 79 221 долар США (медіана — (X)), а середній дохід на одну сім'ю — 110 910 доларів (медіана — (X)). За межею бідності перебувало 5,2 % осіб, у тому числі 0,0 % дітей у віці до 18 років та - % осіб у віці 65 років та старших.
Цивільне працевлаштоване населення становило 25 осіб. Основні галузі зайнятості: транспорт — 44,0 %, мистецтво, розваги та відпочинок — 32,0 %, фінанси, страхування та нерухомість — 8,0 %, роздрібна торгівля — 4,0 %.

### Перепис 2000 року
За даними перепису 2000 року, у місті проживало 138 осіб у 55 домогосподарствах у складі 32 родин. Густота населення становила 197,3 ос/км². Було 72 помешкання, середня густота яких становила 103,0/км². Расовий склад міста: 93,48% білих, 2,17% індіанців, 0,72% азіатів, 2,90% інших рас і 0,72% людей, які зараховують себе до двох або більше рас. Іспанці та латиноамериканці незалежно від раси становили 3,62% населення.
Із 55 домогосподарств 30,9% мали дітей віком до 18 років, які жили з батьками; 41,8% були подружжями, які жили разом; 9,1% мали господиню без чоловіка, і 41,8% не були родинами. 23,6% домогосподарств складалися з однієї особи, у тому числі 9,1% віком 65 і більше років. У середньому на домогосподарство припадало 2,51 мешканця, а середній розмір родини становив 3,22 особи.
Віковий склад населення: 24,6% віком до 18 років, 8,0% від 18 до 24, 32,6% від 25 до 44, 23,2% від 45 до 64 і 11,6% років і старші. Середній вік жителів — 38 років. Статевий склад населення: 49,3 % — чоловіки і 50,7 % — жінки.
Середній дохід домогосподарств у місті становив $29 583, родин — $31 500. Середній дохід чоловіків становив $22 083 проти $15 625 у жінок. Дохід на душу населення в місті був $11 142. 33,3% родин і 31,4% населення перебували за межею бідності, включаючи 30,0% віком до 18 років 25,0% від 65 і старших.